# Makognadougou
Makognadougou est une commune située dans le département de Koumbia de la province de Tuy dans la région des Hauts-Bassins au Burkina Faso.

## Géographie
La commune se trouve à 1,5 km à l'ouest de Dougoumato II dont elle est séparée par la rivière Sandana. Elle est traversée par la route nationale 1.

## Éducation et santé
Le centre de soins le plus proche de Makognadougou est le centre de santé et de promotion sociale (CSPS) de Dougoumato II.